# Liudmila Pajómova
Liudmila Pajómova (Moscú; 31 de diciembre de 1946-ídem; 17 de mayo de 1986) fue una patinadora artística sobre hielo soviética, ganadora de seis campeonatos mundiales en la modalidad de danza sobre hielo, entre los años 1970 y 1976. También ganó la medalla de oro en los Juegos Olímpicos de Innsbruck 1976.
Pajómova competía junto a su marido Aleksandr Gorshkov.